# Michael Bender (General)
Michael Bender (* 1973 oder 1974) ist ein Brigadegeneral des Heeres der Bundeswehr.

## Militärische Laufbahn

### Ausbildung und erste Verwendungen
Bender trat 1994 in die Bundeswehr ein und wurde von 1994 bis 1997 zum Infanterie- und Gebirgsjäger-Offizier ausgebildet. Es schloss sich von 1997 bis 2000 ein Studium Maschinenbau an der Universität der Bundeswehr München in Neubiberg bei München an. Von 2000 bis 2002 wurde Bender als Zugführer im Gebirgsjägerbataillon 233 in Mittenwald erneut im Truppendienst verwendet. Es folgte 2002 bis 2006 eine Verwendung als Kompaniechef im selben Bataillon. Von 2006 bis 2007 war Bender als Hörsaalleiter im Bereich multinationale UN- und OSCE-Militärbeobachterausbildung am Vereinte Nationen Ausbildungszentrum in Hammelburg in einer Lehrverwendung. Von 2007 bis 2009 war er Teilnehmer am nationalen Generalstabslehrgang an der Führungsakademie der Bundeswehr in Hamburg-Nienstedten.

### Dienst als Stabsoffizier
Die erste Verwendung als Stabsoffizier führte Bender von 2009 bis 2011 als Dezernatsleiter Policy and Plans in die Cooperation and Regional Security Division des International Military Staff der NATO in Brüssel (Belgien). Von 2011 bis 2013 war er G3-Stabsoffizier (Generalstabsabteilung 3, operative Führung) beim Stab der Division Spezielle Operationen im mittelhessischen Stadtallendorf. Von 2013 bis 2016 war Bender als Grundsatzreferent im Referat Pol I 3 (Deutsche Interessensvertretung in der NATO) im Bundesministerium der Verteidigung am Dienstsitz Berlin in einer ministeriellen Verwendung. Im Jahr 2016 war er Lehrgangsteilnehmer am Senior Course des NATO Defence College in Rom in Italien, bevor er von 2016 bis 2018 als Kommandeur des Gebirgsjägerbataillons 232 in Berchtesgaden erneut in den Truppendienst wechselte. Ebenso 2018 war Bender Lehrgangsteilnehmer am Kernseminar Sicherheitspolitik an der Bundesakademie für Sicherheitspolitik in Berlin. Von 2018 bis 2019 war er zuerst Referent im Büro des Staatssekretärs Benedikt Zimmer im Bundesministerium der Verteidigung in Berlin, bevor er von 2020 bis 2022 Büroleiter des Staatssekretärs wurde.

### Dienst als General
Vom 23. September 2022 bis 4. September 2024 war Bender als Nachfolger von Brigadegeneral Maik Keller der Kommandeur der Gebirgsjägerbrigade 23 in Bad Reichenhall.

## Strafverfahren
Aufgrund von mehreren Beschwerden hinsichtlich seines Führungsverhaltens wurde er vorzeitig von der Führung der Gebirgsjägerbrigade 23 entbunden und wird seitdem im Bundesamt für Ausrüstung, Informationstechnik und Nutzung der Bundeswehr in Koblenz verwendet. Am 22. Januar 2025 wurde er vom Amtsgericht Laufen zu einer Geldstrafe in Höhe von 150 Tagessätzen à 230 Euro wegen Missbrauch der Befehlsbefugnis (§ 32 WStG) verurteilt. Im Juni 2025 wurde das Strafverfahren im Berufungsprozess nach einem Geständnis Benders gegen Zahlung einer Geldauflage in Höhe von 15.000 EUR eingestellt. Ein Disziplinarverfahren wurde bis zum Abschluss des Strafverfahrens ausgesetzt.